# Charles Algernon Parsons
Pour les articles homonymes, voir Parsons.

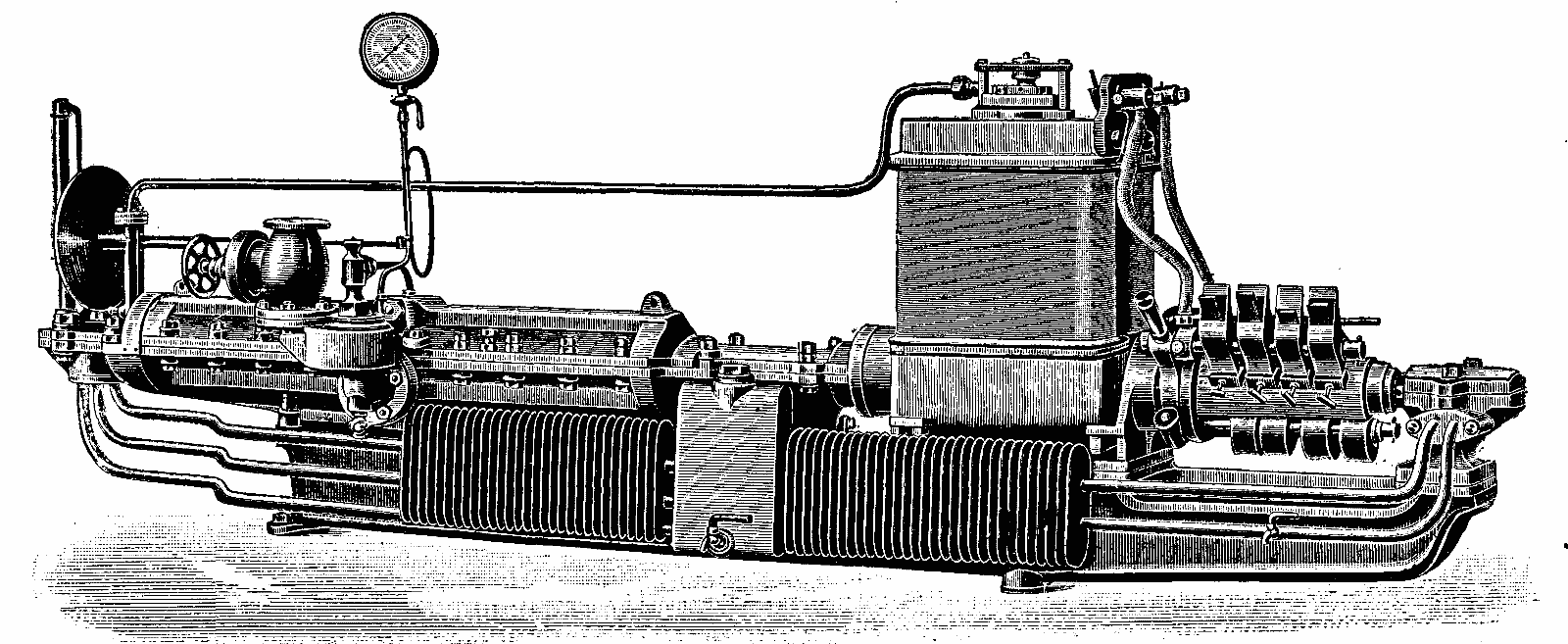
Dessin d'une turbine à vapeur inventée par Charles Algernon Parsons en 1887.

Charles Parsons (Londres, 13 juin 1854 – Kingston (Jamaïque), 11 février 1931) est un ingénieur britannique connu pour avoir inventé la première turbine à vapeur en 1884. Il travailla dans la conception de turbines et de dynamos et plus généralement dans la production de puissance. Ces travaux auront une grande influence dans le génie naval et électrique. Il développa également des équipements optiques pour les projecteurs et les télescopes.

## Biographie
Né à Londres, Parsons est le plus jeune fils du célèbre astronome William Parsons, 3e comte de Rosse. Il suivit les cours du Trinity College à Dublin et du St John's College à Cambridge en sortant brillamment diplômé en mathématiques. Il rejoint alors la société d'ingénierie WG Armstrong à Newcastle comme apprenti (étape inhabituelle pour un fils de comte) puis partit pour Kitsons dans le Yorkshire où il travailla sur la propulsion des torpilles. En 1884, il entra chez Clarke, Chapman and Co., un constructeur de machines pour navire près de Newcastle, comme responsable du développement des équipements électriques. Il y développa sa turbine en 1884 et l'utilisa immédiatement pour entrainer un générateur électrique qu'il avait aussi conçu.
En 1889, il fonda sa propre société, la C. A. Parsons and Company à Newcastle pour produire des turbo-générateurs de sa conception. En 1894, il récupéra certains droits de licence de Clarke Chapman et créa par la suite la Parsons Marine Steam Turbine Company toujours à Newcastle. En juin 1897, sa turbine propulsa le yacht Turbinia qui fit une démonstration de vitesse remarquée lors d'une revue navale de la Navy au large de Portsmouth pour démontrer le grand potentiel de cette nouvelle technologie, atteignant la vitesse de 34 nœuds alors que les autres navires ne dépassaient pas les 27 nœuds. Une partie de cette vitesse était attribuable à la mince coque en acier léger du navire. Le Turbinia est aujourd'hui exposé au Discovery Museum de Newcastle.
L'Amirauté britannique, convaincue par ce nouveau mode de propulsion, commanda les deux premiers destroyers équipés de turbines à vapeur, le HMS Viper et le HMS Cobra.
En 1925, Charles Parsons racheta la Grubb Telescope Company et la renomma la Grubb Parsons.
Parsons fut lauréat de la médaille Rumford de la Royal Society en 1902 et de la médaille Franklin en 1920. Il fut fait Chevalier commandeur de l'Ordre du Bain en 1911 et reçut l'Ordre du Mérite en 1927. En 1929, l'Iron and Steel Institute lui décerne la médaille d'or de Bessemer.
La Parsons Turbine Company survécut à son fondateur dans la région de Heaton près de Newcastle et est aujourd'hui une filiale du groupe allemand Siemens à laquelle on fait parfois référence sous le nom de Siemens Parsons. La Grubb Parsons exista elle jusqu'en 1985 à Newcastle.
La demeure ancestrale de la famille Parsons, le Birr Castle, en Irlande abrite aujourd'hui un musée sur les contributions de la famille Parsons à la science et à la technologie, avec une partie sur les travaux en technologie navale de Charles Parsons.